# Cyril Metzger
Cyril Metzger (Losanna, 10 ottobre 1994) è un attore svizzero.
È conosciuto principalmente per la sua interpretazione come protagonista della serie televisiva Winter Palace grazie alla quale è stato premiato come miglior attore protagonista ai Swissperform Awards.

## Biografia
Ha recitato a teatro fin da giovane per combattere la dislessia. Dopo avere completato la scuola dell'obbligo, è entrato nella nazionale svizzera di rugby, ma dopo un infortunio al legamento crociato ha ripreso la carriera teatrale. Nel 2014 è stato ammesso al Conservatorio di Friburgo ed è poi entrato all'École du Nord di Lille.

### Carriera
Ha debuttato al cinema nel 2019 con un ruolo in Chambre 212 di Christophe Honoré, seguito da apparizioni in diverse produzioni televisive, ha quindi recitato in  La scelta di Anne - L'Événement di Audrey Diwan, uscito nel 2021 e vincitore del Leone d’oro alla Mostra del Cinema di Venezia. Nello stesso anno ha recitato in Une jeune fille qui va bien, primo lungometraggio di Sandrine Kiberlain.
Nel 2025 ha raggiunto una maggiore notorietà con il ruolo da protagonista nella serie Winter Palace, trasmessa dalla RTS e distribuita a livello globale su Netflix: la sua interpretazione di André Morel, il visionario direttore d'hotel che apre un albergo nel cuore delle Alpi svizzere, ispirata alla figura di César Ritz, gli è valsa il premio come miglior attore protagonista ai Swissperform Awards dello stesso anno.

## Filmografia

### Cinema
- Chambre 212, regia di Christophe Honoré (2019)
- L'Événement, regia di Audrey Diwan (2021)
- Une jeune fille qui va bien, regia di Sandrine Kiberlain (2021)
- La Morsure, regia di Romain de Saint-Blanquat (2023)
- La Voie Royale, regia di Frederic Mermoud (2023)
- À bras le corps, regia di Marie-Elsa Sgualdo (2024)

### Televisione
- Une vie après, regia di Jean-Marc Brondolo – Arte (2019)
- Romance, regia di Hervé Hadmar – France TV (2019)
- Hors saison, regia di Pierre Monnard – RTS (2023)
- Winter Palace – RTS e Netflix (2024-2025)